# Парк-де-Пренс
Парк де Пренс (фр. Parc des Princes) — футбольний стадіон у XVI окрузі Парижа, Франція. Заснований як велодром у 1897 році (фінішна ділянка велогонки Тур де Франс), зараз є домашньою ареною футбольного клубу «Парі Сен-Жермен». До побудови Стад де Франс (1998 рік) був головним стадіоном національної збірної Франції з футболу. Названий на честь місцевості навколо споруди, де у XVIII ст. проходило королівське полювання.
Стадіон приймав два фінали чемпіонатів Європи з футболу: у 1960 та 1984 роках. Має чотиризірковий статус за рейтингом УЄФА. Окрім футболу, на стадіоні проводилися матчі з регбі, у тому числі на міжнародному рівні.

## Матчі Євро-2016
На стадіоні пройшли чотири матчі групового етапу Євро-2016 та один матч 1/8 фіналу:
| Дата           | Час (CET) | Збірна #1         | Результат | Збірна #2         | Раунд      | Глядачі |
| -------------- | --------- | ----------------- | --------- | ----------------- | ---------- | ------- |
| 12 червня 2016 | 15:00     | Туреччина         | 0–1       | Хорватія          | Група D    | 43,842  |
| 15 червня 2016 | 18:00     | Румунія           | 1–1       | Швейцарія         | Група A    | 43,576  |
| 18 червня 2016 | 21:00     | Португалія        | 0–0       | Австрія           | Група F    | 44,291  |
| 21 червня 2016 | 18:00     | Північна Ірландія | 0–1       | Німеччина         | Група C    | 44,125  |
| 25 червня 2016 | 18:00     | Уельс             | 1-0       | Північна Ірландія | 1/8 фіналу | 44,342  |